# Комплекс будівель пивоварного заводу «Аліварыя»
Комплекс будівель пивоварного заводу «Аліварыя» в Мінську, розташований на розі вулиць Кисельова (№ 30) і Максима Богдановича.

## Архітектура
Комплекс зведений у 1864 році і складається з трьох основних і декількох допоміжних будівель, обнесених глухою цегляною огорожею, розташований на території 2,5 га. Уздовж вул. Кисельова виділяються варильний корпус, корпуси солодовні і солодосушні (1940 р.). Будівлі складної об'ємно-просторової композиції, завершені різними за висотою трикутними щипцями. У декоративному оформленні використані плоскі лізена, карнизний поясок. Фасад членуються прямокутними і віконними прорізами. По вул. М. Богдановича розташований адміністративно-виробничий корпус. Будівля двоповерхова складна в плані. Фасад членується прямокутними віконними прорізами і горизонтальними тягами під вікнами першого і другого поверхів.
На будівлі в 1970 році встановлено меморіальну дошку підпільникам, оновлену в 1984 році (архітектор Б. Сидоренко; силумін).